# Bootleg (album)
BOOTLEG – czwarty album studyjny japońskiego piosenkarza Kenshiego Yonezu, wydany w Japonii 1 listopada 2017 roku, pierwszy wydany przez Universal Sigma. Ukazał się w trzech wersjach: regularnej i dwóch limitowanych (Boot-ban (jap. ブート盤) i Būto-ban (jap. 映像盤)). Osiągnął 1 pozycję w rankingu Oricon i pozostał na liście przez 182 tygodnie. Sprzedał się w nakładzie 612 223 egzemplarzy i zdobył status podwójnej platynowej płyty.
Yonezu pierwotnie planował zatytułować album Dune, jednak ostatecznie zdecydował się na BOOTLEG.

## Lista utworów
| CD  | CD                                                        | CD      |
| Nr  | Tytuł utworu                                              | Długość |
| --- | --------------------------------------------------------- | ------- |
| 1.  | „Hien” (jap. 飛燕)                                        | 4:03    |
| 2.  | „Loser”                                                   | 4:03    |
| 3.  | „Peace Sign” (jap. ピースサイン Piisu Sain)               | 3:58    |
| 4.  | „Suna no wakusei” (jap. 砂の惑星) (feat. Hatsune Miku)    | 4:00    |
| 5.  | „Orion”                                                   | 4:41    |
| 6.  | „Kaijū no March” (jap. かいじゅうのマーチ Kaijū no Māchi) | 4:55    |
| 7.  | „Moonlight”                                               | 3:44    |
| 8.  | „Shunrai” (jap. 春雷)                                     | 4:48    |
| 9.  | „Fogbound” (feat. Ikeda Elaiza)                           | 4:15    |
| 10. | „Number Nine” (jap. ナンバーナイン Nanbānain)             | 4:21    |
| 11. | „Alice” (jap. 爱丽丝)                                     | 3:09    |
| 12. | „Nighthawks”                                              | 4:20    |
| 13. | „Uchiage hanabi” (jap. 打上花火)                          | 4:19    |
| 14. | „Haiiro to ao” (jap. 灰色と青) (z Masakim Sudą)           | 5:32    |

## Notowania
| Lista                      | Pozycja |
| -------------------------- | ------- |
| Oricon Weekly Album Chart  | 1       |
| Billboard Japan Hot Albums | 1       |